# Équipe de Grande-Bretagne féminine de handball
Maillots
Dernière mise à jour : 13/01/2012.
L'équipe de Grande-Bretagne de handball féminin a été créée pour représenter la Grande-Bretagne aux Jeux olympiques de 2012.

## Palmarès

### Jeux olympiques
- 2012 : l'équipe est directement qualifiée en tant que pays hôte.

## Matches
| Date | Date       | Opposition | Score | Lieu                           | Compétition                |
| 2012 | 28 juillet | Monténégro | 19–31 | Copper Box, Stratford, Londres | Tournoi olympique, poule A |
| 2012 | 30 juillet | Russie     | 16–37 | Copper Box, Stratford, Londres | Tournoi olympique, poule A |
| 2012 | 1er août   | Brésil     | 17–30 | Copper Box, Stratford, Londres | Tournoi olympique, poule A |
| 2012 | 3 août     | Angola     | 25–31 | Copper Box, Stratford, Londres | Tournoi olympique, poule A |
| 2012 | 5 août     | Croatie    | 14–37 | Copper Box, Stratford, Londres | Tournoi olympique, poule A |